# 1976年夏季奥林匹克运动会荷属安的列斯代表团
1976年夏季奥林匹克运动会荷属安的列斯代表团是荷属安的列斯派出的1976年夏季奥林匹克运动会代表团。